# Mauritz Tåström
Mauritz Tåström, född 24 januari 1722 i Salems socken, död 29 juni 1809 i Linköping. Han var en svensk handelsman, mässingsslagare, hökare och instrumenttillverkare i Linköping.

## Biografi
Tåström föddes den 24 januari 1722 på Bergholm i Salems socken och var son till inspektorn Gustav Tåström och Brita Agelin. Var innan 1756 bosatt i Ryssland eller Norrköping. Flyttade 1756 till Linköping. Bosatte sig samma år på Sankt Kors kvarter nr 26 i staden. Bosatte sig före 1783 på Sankt Kors kvarter nr 38. Tåström dör den 29 juni 1809 i Linköping i en ålder av 87 år.
Han tillverkade alla sorters blåsinstrument. 1758 fick Tåström sina trumpeter och valthorn granskade och de var enligt granskaren i sämre och dyrare skick än de från Tyskland.

### Familj
- Gifte sig första gången 1756 med Christina Brandt, född cirka 1728, död 22 november 1766 i Linköping.[4] De får tillsammans barnen:
  - Johannes Tåström, född 2 juni 1761 i Linköping.[5] Gesäll hos fadern och senare handelsman.
- Gifte sig andra gången i Ekeby 2 februari 1769 med Elisabet Charlotta Daun,[6] född 1744 i Boltenhagen i Pommern, Tyskland, död 16 april 1799 i Linköping.[7]

## Instrument
- Naturhorn, 1761. Finns idag på Musik- och teatermuseet.
- Naturhorn, nr 84, 1765. Finns idag på Musik- och teatermuseet.[8]
- Naturhorn, nr 50, 1761. Privat ägo

## Medarbetare
- 1764 - Arbeck, gesäll.
- 1765 - Nils, gesäll.
- 1771-1776 - Åkerstedt, gesäll.